# Briqueterie de Saint-Ilan
La briqueterie de Saint-Ilan est une usine de fabrication de briques et tuiles fondée en 1864 par deux promoteurs sur le site de Boutdeville à Langueux. Elle est fermée à la suite de la Seconde Guerre mondiale.
Depuis 2002, le site abrite un musée.

## Histoire
La briqueterie de Saint-Ilan a été fondée en 1864 par Olivier Latimier du Clésieux et Henri Louis Rouxel de Villeferon sur le site de Boutdeville à Langueux.
La briqueterie est raccordée aux chemins de fer des Côtes-du-Nord. Son activité est arrêtée à la suite de la Seconde Guerre mondiale.

## Musée

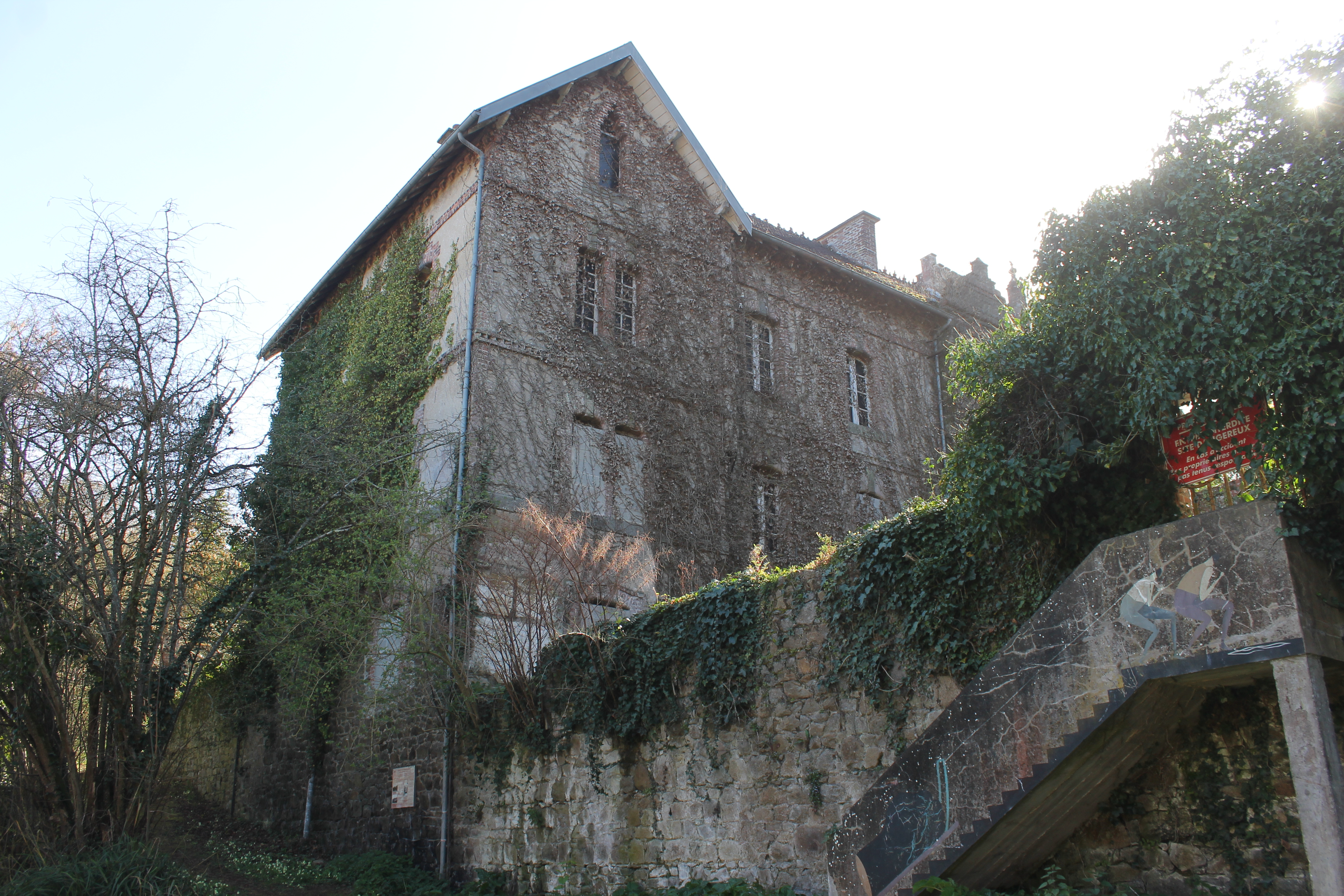
Maison du comptable.

Les bâtiments de la briqueterie, dont la maison du comptable et un four Hoffmann, sont ensuite restés à l'abandon pendant plusieurs décennies. En 1993, l'Association des chemins de fer des Côtes-du-Nord s'installe sur le site pour y implanter le dépôt de sa future ligne touristique. Les bénévoles mettent alors en valeur le site et, en 2002, un musée est ouvert pour rappeler l'histoire du site.
Il est décomposé en quatre espaces :
- le premier est utilisé pour les expositions temporaires ;
- le second retrace l'histoire de la briqueterie ;
- le troisième concerne une activité de la Baie de Saint-Brieuc : le maraîchage ;
- la dernière partie explique l'histoire des chemins de fer des Côtes-du-Nord.

Il s'agit du seul musée français partiellement consacré à l'histoire d'un chemin de fer départemental.

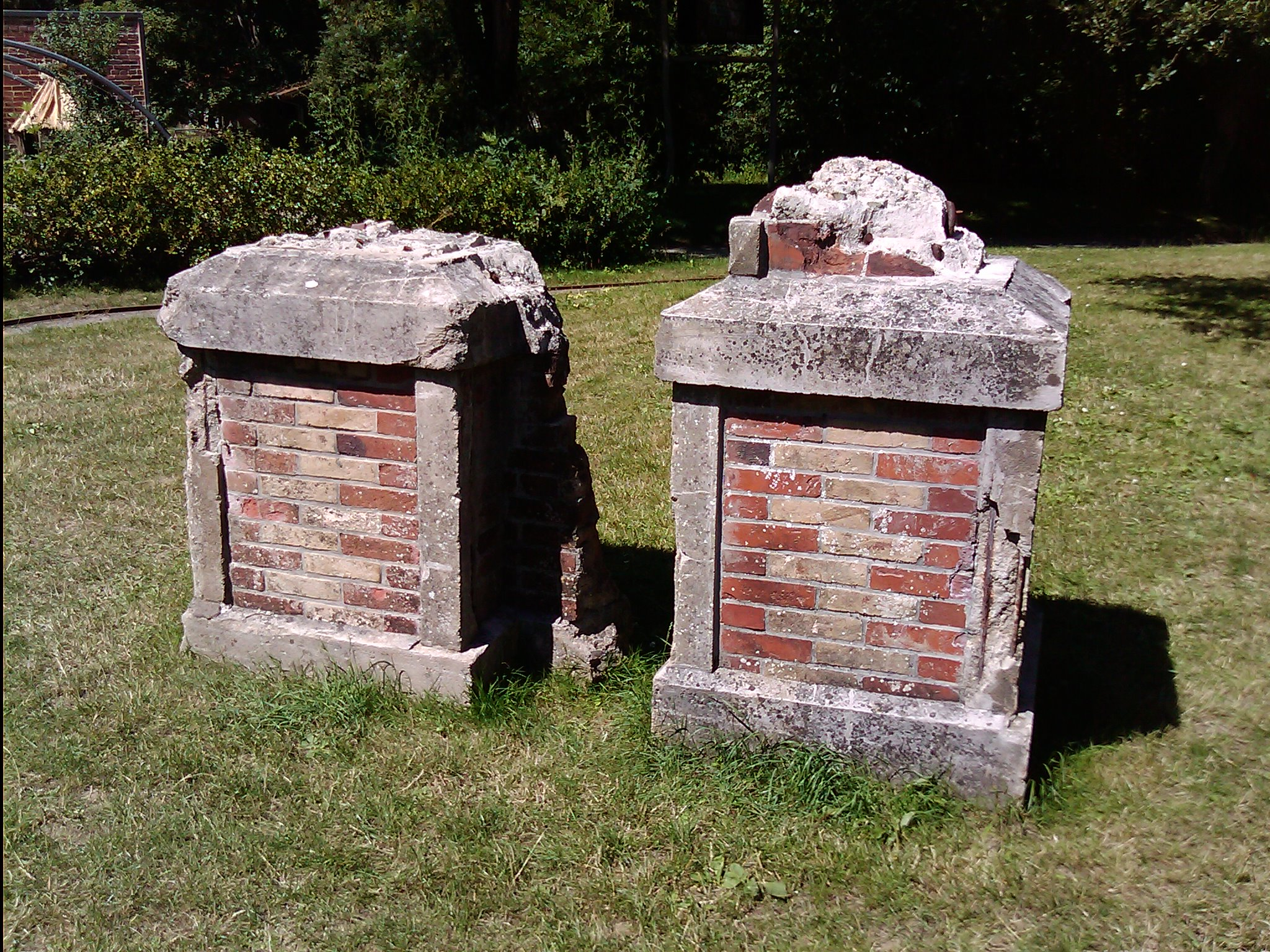
Vestiges de piles du viaduc de Souzain.

Au moment de leur démolition, des piles du viaduc de Souzain ont été préservées à l'initiative de l'association Harel de la Noë, du nom de l'ingénieur des ponts et chaussées chargé des multiples ouvrages d'art nécessités pour le réseau. Une est exposée face au musée.

## Accès
Pour y aller en transport en commun : Ligne 30 des Transports urbains briochins (TUB).